# José García Cordero
José García Cordero (1951, Santiago de Los Caballeros, República Dominicana) es un artista plástico dominicano que vive y trabaja en París. Ha sido merecedor de reconocimientos tales como la "Medalla de Mérito del Senado Francés" por sus contribuciones a la cultura latinoamericana, la "Medalla de Oro" en las 1.ª y 3.ª Ediciones de la Bienal del Caribe del Museo de Arte Moderno de Santo Domingo, y en el 2023 recibió el Premio Nacional de Artes Visuales de la República Dominicana. . Sus obras han sido expuestas en solo y «group shows» en galerías, museos, ferias de arte e instituciones en Europa, Asia, Latinoamérica, el Caribe y los Estados Unidos. 

## Biografía
Estudió pintura con el maestro dominicano Gilberto Hernández Ortega.
En 1977, por su oposición al gobierno de Joaquín Balaguer, decidió mudarse a París y asumir un exilio voluntario, donde estudió Historia Contemporánea en la Universidad de París VIII.
En 1994, formó parte de "Arte Moderno y Contemporáneo de la República Dominicana", en Americas Society of New York y el Bass Museum of Art de Miami Beach.
En 1995 exhibió el show itinerante "Visiones Caribeñas" en el Smithsonian Museum, Washington D. C., Centro de Bellas Artes, actualmente llamado Pérez Art Museum Miami (PAMM), entre otras instituciones. Judy Cantor, de Miami New Times escribe:

"En la escalera que lleva a la exhibición cuelga "Las Palmas de Morel", por el pintor Dominicano José García Cordero. Representando la pequeña figura de un artista que se para en su caballete debajo de enormes palmas soplando ferozmente en altos vientos, la pintura provee una alternativa inquietante a la imagen tranquila del paisaje Caribeño. [...] la pintura de García Cordero insinúa que "Caribbean Visions" podría ser una inspección provocativa de arte contemporáneo inspirado [...].",

En 1996 fue seleccionado para el "Premio Marco" en el Museo de Arte Contemporáneo en Monterrey, México. Expuso en ARCO Madrid 97 "Latinoamérica en Arco", por parte de la galería Lyle O. Reitzel y curado por Octavio Zaya.
Sus obras han sido exhibidas en ferias de arte contemporáneo alrededor del mundo tales como Context Art Miami durante Art Basel, ArteBA Buenos Aires, Argentina, MIArt Milan, Italia, Scope NY, Scope Miami, entre otros.
En 2016,  tuvo su primer solo show en New York, "Tales from the Caribbean Nights" en la apertura de la nueva sucursal de Lyle O. Reitzel NY. Esta exhibición es un cuerpo de 13 pinturas, la mayoría no publicadas, producidas en acrílico sobre lino, las cuales abarcan el período de 2005-2016.

## Colecciones
Sus obras pertenecen a la Colección Permanente del Salón Vitry-Sur Seine, France. Jesús David Álvarez/Vega Sicilia, Madrid, Spain, Angel Romero, Madrid, Spain. FRAC- Fondo Regional de Arte Contemporáneo, Martinica. Fundación Colección Cortés, Viejo San Juan, Puerto Rico. Colección Arq. Marcelo Narbona, Panamá. Centro León Jimenes, Santiago, DR. Museo de Arte Moderno, Santo Domingo, DR. Banco Central, DR. Fundación Ortiz Gurdian, León, Nicaragua, el Congreso de República Dominicana como también en el Museum of Latin American Art (MoLAA), entre otros.